# Nascar Winston Cup Series 1994

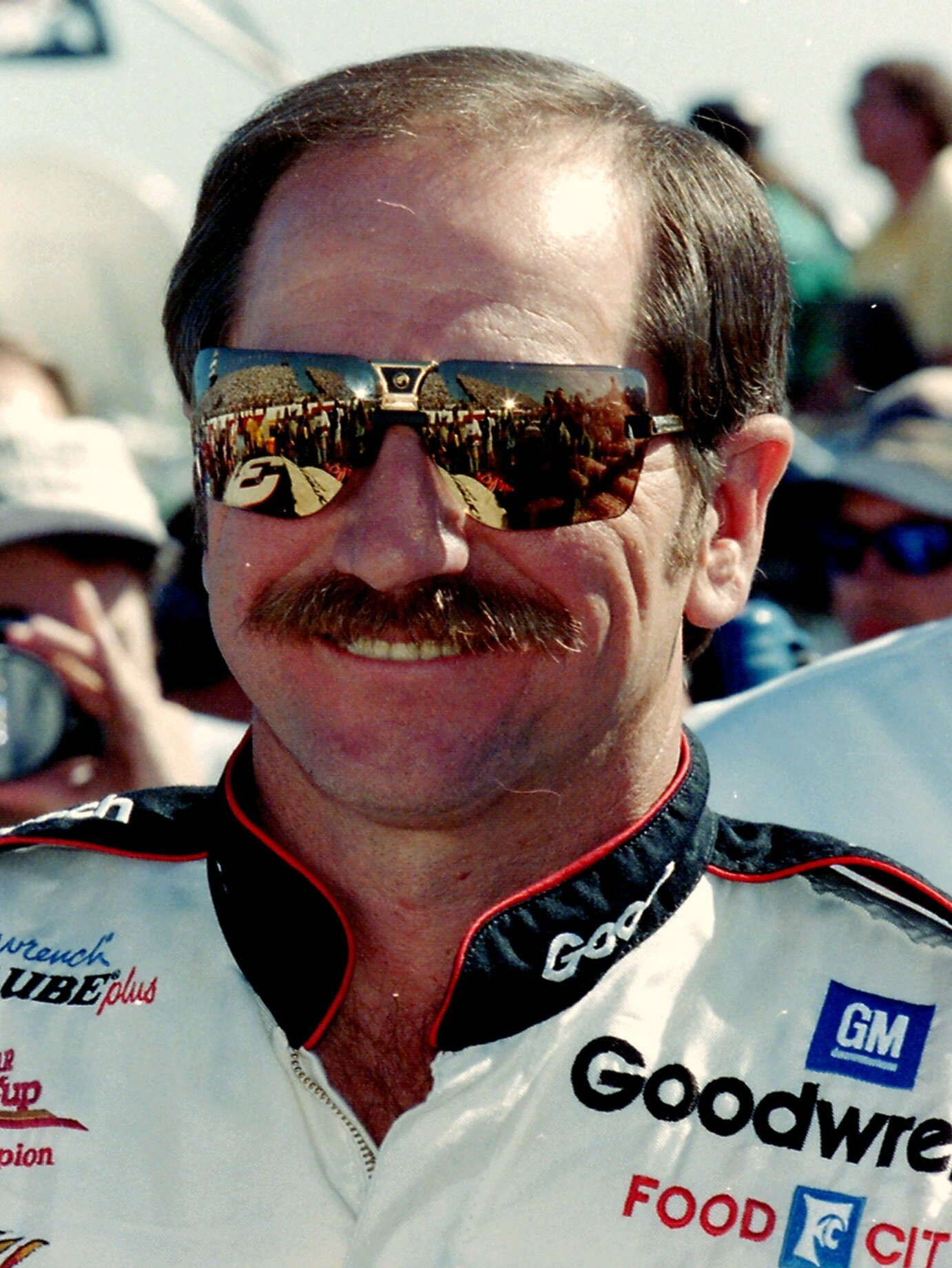
Dale Earnhardt vann förarmästerskapet.

Nascar Winston Cup Series 1994 var den 46:e upplagan av den främsta divisionen av professionell stockcarracing i USA sanktionerad av National Association for Stock Car Auto Racing.
Säsongen som bestod av 31 race startade på Daytona International Speedway med uppvisningsloppen Busch Clash 13 februari och Gatorade Twin 125 Qualifiers 17 februari, vilket även var slutkval till den 36:e upplagan av Daytona 500. Säsongen avslutades 13 november på Atlanta Motor Speedway med Hooters 500. Serien vanns av Dale Earnhardt i en Chevrolet körande för Richard Childress Racing. Det var hans andra raka och sjunde mästerskapstitel totalt, lika många som Richard Petty. Earnhardt hade tidigare vunnit cup-serien 1980, 1986, 1987, 1990, 1991 och 1993. Märkesmästerskapet vanns av Ford.

## Tävlingskalender
| Nr | Officiellt namn              | Bana                                                        | Datum        |
| -- | ---------------------------- | ----------------------------------------------------------- | ------------ |
| U  | Busch Clash                  | Daytona International Speedway, Daytona Beach, Florida      | 13 februari  |
| KV | Gatorade Twin 125 Qualifiers | Daytona International Speedway, Daytona Beach, Florida      | 17 februari  |
| 1  | Daytona 500                  | Daytona International Speedway, Daytona Beach, Florida      | 20 februari  |
| 2  | GM Goodwrench 500            | North Carolina Motor Speedway, Rockingham, North Carolina   | 27 februari  |
| 3  | Pontiac Excitement 400       | Richmond International Raceway, Richmond, Virginia          | 6 mars       |
| 4  | Purolator 500                | Atlanta Motor Speedway, Hampton, Georgia                    | 13 mars      |
| 5  | Transouth Financial 400      | Darlington Raceway, Darlington, South Carolina              | 27 mars      |
| 6  | Food City 500                | Bristol International Raceway, Bristol, Tennessee           | 10 april     |
| 7  | First Union 400              | North Wilkesboro Speedway, North Wilkesboro, North Carolina | 17 april     |
| 8  | Hanes 500                    | Martinsville Speedway, Ridgeway, Virginia                   | 24 april     |
| 9  | Winston Select 500           | Talladega Superspeedway, Talladega, Alabama                 | 1 maj        |
| 10 | Save Mart Supermarkets 300   | Sears Point Raceway, Sonoma, Kalifornien                    | 15 maj       |
| U  | Winston Open                 | Charlotte Motor Speedway, Concord, North Carolina           | 21 maj       |
| U  | The Winston                  | Charlotte Motor Speedway, Concord, North Carolina           | 21 maj       |
| 11 | Coca-Cola 600                | Charlotte Motor Speedway, Concord, North Carolina           | 29 maj       |
| 12 | Budweiser 500                | Dover Downs International Speedway, Dover, Delaware         | 5 juni       |
| 13 | UAW-GM Teamwork 500          | Pocono International Raceway, Long Pond, Pennsylvania       | 12 juni      |
| 14 | Miller Genuine Draft 400     | Michigan International Speedway, Brooklyn, Michigan         | 19 juni      |
| 15 | Pepsi 400                    | Daytona International Speedway, Daytona Beach, Florida      | 2 juli       |
| 16 | Slick 50 300                 | New Hampshire International Speedway, Loudon, New Hampshire | 10 juli      |
| 17 | Miller Genuine Draft 500     | Pocono International Raceway, Long Pond, Pennsylvania       | 17 juli      |
| 18 | Diehard 500                  | Talladega Superspeedway, Talladega, Alabama                 | 24 juli      |
| 19 | Brickyard 400                | Indianapolis Motor Speedway, Speedway, Indiana              | 6 augusti    |
| 20 | The Bud at The Glen          | Watkins Glen International, Watkins Glen, New York          | 14 augusti   |
| 21 | GM Goodwrench Dealer 400     | Michigan International Speedway, Brooklyn, Michigan         | 21 augusti   |
| 22 | Goody's 500                  | Bristol International Raceway, Bristol, Tennessee           | 27 augusti   |
| 23 | Mountain Dew Southern 500    | Darlington Raceway, Darlington, South Carolina              | 4 september  |
| 24 | Miller Genuine Draft 400     | Richmond International Raceway, Richmond, Virginia          | 10 september |
| 25 | Splitfire Spark Plug 500     | Dover Downs International Speedway, Dover, Delaware         | 18 september |
| 26 | Goody's 500                  | Martinsville Speedway, Ridgeway, Virginia                   | 25 september |
| 27 | Tyson Holly Farms 400        | North Wilkesboro Speedway, North Wilkesboro, North Carolina | 2 oktober    |
| 28 | Mello Yello 500              | Charlotte Motor Speedway, Concord, North Carolina           | 9 oktober    |
| 29 | AC Delco 500                 | North Carolina Motor Speedway, Rockingham, North Carolina   | 23 oktober   |
| 30 | Slick 50 500                 | Phoenix International Raceway, Phoenix, Arizona             | 30 oktober   |
| 31 | Hooters 500                  | Atlanta Motor Speedway, Hampton, Georgia                    | 13 november  |

## Resultat
| Nr | Tävling                    | Pole position   | Flest ledda varv | Vinnare         | Team/ bilägare               | Konstruktör | Rapport |
| -- | -------------------------- | --------------- | ---------------- | --------------- | ---------------------------- | ----------- | ------- |
| U  | Busch Clash                | Ken Schrader    | Dale Earnhardt   | Jeff Gordon     | Hendrick Motorsports         | Chevrolet   | Rapport |
| KV | Gatorade Twin 125 1        | Loy Allen Jr.   | Ernie Irvan      | Ernie Irvan     | Robert Yates Racing          | Ford        | Rapport |
| KV | Gatorade Twin 125 2        | Dale Earnhardt  | Dale Earnhardt   | Dale Earnhardt  | Richard Childress Racing     | Chevrolet   | Rapport |
| 1  | Daytona 500                | Loy Allen Jr.   | Ernie Irvan      | Sterling Marlin | Morgan–McClure Motorsports   | Chevrolet   | Rapport |
| 2  | GM Goodwrench 500          | Geoff Bodine    | Rusty Wallace    | Rusty Wallace   | Penske Racing                | Ford        | Rapport |
| 3  | Pontiac Excitement 400     | Ted Musgrave    | Ernie Irvan      | Ernie Irvan     | Robert Yates Racing          | Ford        | Rapport |
| 4  | Purolator 500              | Loy Allen Jr.   | Ernie Irvan      | Ernie Irvan     | Robert Yates Racing          | Ford        | Rapport |
| 5  | Transouth Financial 400    | Bill Elliott    | Dale Earnhardt   | Dale Earnhardt  | Richard Childress Racing     | Chevrolet   | Rapport |
| 6  | Food City 500              | Chuck Bown      | Dale Earnhardt   | Dale Earnhardt  | Richard Childress Racing     | Chevrolet   | Rapport |
| 7  | First Union 400            | Ernie Irvan     | Ernie Irvan      | Terry Labonte   | Hendrick Motorsports         | Chevrolet   | Rapport |
| 8  | Hanes 500                  | Rusty Wallace   | Rusty Wallace    | Rusty Wallace   | Penske Racing                | Ford        | Rapport |
| 9  | Winston Select 500         | Ernie Irvan     | Ernie Irvan      | Dale Earnhardt  | Richard Childress Racing     | Chevrolet   | Rapport |
| 10 | Save Mart Supermarkets 300 | Ernie Irvan     | Ernie Irvan      | Ernie Irvan     | Robert Yates Racing          | Ford        | Rapport |
| U  | Winston Open               | Joe Nemechek    | Joe Nemechek     | Jeff Gordon     | Hendrick Motorsports         | Chevrolet   | Rapport |
| U  | The Winston Select         | Rusty Wallace   | Ernie Irvan      | Geoff Bodine    | Geoff Bodine Racing          | Ford        | Rapport |
| 11 | Coca-Cola 600              | Jeff Gordon     | Rusty Wallace    | Jeff Gordon     | Hendrick Motorsports         | Chevrolet   | Rapport |
| 12 | Budweiser 500              | Ernie Irvan     | Ernie Irvan      | Rusty Wallace   | Penske Racing                | Ford        | Rapport |
| 13 | UAW-GM Teamwork 500        | Rusty Wallace   | Rusty Wallace    | Rusty Wallace   | Penske Racing                | Ford        | Rapport |
| 14 | Miller Genuine Draft 400   | Loy Allen Jr.   | Rusty Wallace    | Rusty Wallace   | Penske Racing                | Ford        | Rapport |
| 15 | Pepsi 400                  | Dale Earnhardt  | Ernie Irvan      | Jimmy Spencer   | Junior Johnson & Associates  | Ford        | Rapport |
| 16 | Slick 50 300               | Ernie Irvan     | Ernie Irvan      | Ricky Rudd      | Rudd Performance Motorsports | Ford        | Rapport |
| 17 | Miller Genuine Draft 500   | Geoff Bodine    | Geoff Bodine     | Geoff Bodine    | Geoff Bodine Racing          | Ford        | Rapport |
| 18 | Diehard 500                | Dale Earnhardt  | Ernie Irvan      | Jimmy Spencer   | Junior Johnson & Associates  | Ford        | Rapport |
| 19 | Brickyard 400              | Rick Mast       | Jeff Gordon      | Jeff Gordon     | Hendrick Motorsports         | Chevrolet   | Rapport |
| 20 | The Bud at The Glen        | Mark Martin     | Mark Martin      | Mark Martin     | Roush Racing                 | Ford        | Rapport |
| 21 | GM Goodwrench Dealer 400   | Geoff Bodine    | Geoff Bodine     | Geoff Bodine    | Geoff Bodine Racing          | Ford        | Rapport |
| 22 | Goody's 500                | Harry Gant      | Geoff Bodine     | Rusty Wallace   | Penske Racing                | Ford        | Rapport |
| 23 | Mountain Dew Southern 500  | Geoff Bodine    | Ken Schrader     | Bill Elliott    | Junior Johnson & Associates  | Ford        | Rapport |
| 24 | Miller Genuine Draft 400   | Ted Musgrave    | Terry Labonte    | Terry Labonte   | Hendrick Motorsports         | Chevrolet   | Rapport |
| 25 | Splitfire Spark Plug 500   | Geoff Bodine    | Geoff Bodine     | Rusty Wallace   | Penske Racing                | Ford        | Rapport |
| 26 | Goody's 500                | Ted Musgrave    | Rusty Wallace    | Rusty Wallace   | Penske Racing                | Ford        | Rapport |
| 27 | Tyson Holly Farms 400      | Jimmy Spencer   | Geoff Bodine     | Geoff Bodine    | Geoff Bodine Racing          | Ford        | Rapport |
| 28 | Mello Yello 500            | Ward Burton     | Geoff Bodine     | Dale Jarrett    | Joe Gibbs Racing             | Chevrolet   | Rapport |
| 29 | AC Delco 500               | Ricky Rudd      | Dale Earnhardt   | Dale Earnhardt  | Richard Childress Racing     | Chevrolet   | Rapport |
| 30 | Slick 50 500               | Sterling Marlin | Terry Labonte    | Terry Labonte   | Hendrick Motorsports         | Chevrolet   | Rapport |
| 31 | Hooters 500                | Greg Sacks      | Mark Martin      | Mark Martin     | Roush Racing                 | Ford        | Rapport |

## Slutställning
| Plats | Förare          | Poäng |
| ----- | --------------- | ----- |
| 1     | Dale Earnhardt  | 4694  |
| 2     | Mark Martin     | 4250  |
| 3     | Rusty Wallace   | 4207  |
| 4     | Ken Schrader    | 4060  |
| 5     | Ricky Rudd      | 4050  |
| 6     | Morgan Shepherd | 4029  |
| 7     | Terry Labonte   | 3876  |
| 8     | Jeff Gordon     | 3776  |
| 9     | Darrell Waltrip | 3688  |
| 10    | Bill Elliott    | 3617  |
| 11    | Lake Speed      | 3565  |
| 12    | Michael Waltrip | 3512  |
| 13    | Ted Musgrave    | 3477  |
| 14    | Sterling Marlin | 3443  |
| 15    | Kyle Petty      | 3339  |
| 16    | Dale Jarrett    | 3298  |
| 17    | Geoff Bodine    | 3297  |
| 18    | Rick Mast       | 3238  |
| 19    | Brett Bodine    | 3159  |
| 20    | Todd Bodine     | 3048  |
| 21    | Bobby Labonte   | 3038  |
| 22    | Ernie Irvan     | 3026  |
| 23    | Bobby Hamilton  | 2749  |
| 24    | Jeff Burton     | 2746  |
| 25    | Harry Gant      | 2720  |
| 26    | Hut Stricklin   | 2711  |
| 27    | Joe Nemechek    | 2663  |
| 28    | Steve Grissom   | 2660  |
| 29    | Jimmy Spencer   | 2613  |
| 30    | Derrike Cope    | 2612  |